# Tampichthys catostomops
Tampichthys catostomops är en fiskart som först beskrevs av Hubbs och Miller, 1977.  Tampichthys catostomops ingår i släktet Tampichthys och familjen karpfiskar. IUCN kategoriserar arten globalt som nära hotad. Inga underarter finns listade i Catalogue of Life.